# Koei Tecmo Holdings
Koei Tecmo Holdings Co., Ltd. (コーエーテクモホールディングス株式会社?, Kōē Tekumo Hōrudingusu kabushiki-gaisha) è una società holding giapponese nata nel 2009 dall'unione delle case di sviluppo e distribuzione di videogiochi Koei e Tecmo.

## Storia

### Tecmo
Tecmo, Inc. (テクモ?, Tekumo), precedentemente Tehkan Ltd. (テーカン?, Tēkan), fu fondata da Yoshihito Kakihara il 31 luglio 1967, come azienda fornitrice di attrezzatura per la pulizia. Due anni dopo, nel 1969, iniziò a vendere attrezzatura per parchi di divertimento.
Nel marzo 1981 fu inaugurata la divisione nordamericana, la U.S. Tehkan, Inc. Nell'aprile dello stesso anno fu pubblicato il primo videogioco dell'azienda, l'arcade Pleiads, distribuito anche in Nordamerica tramite Centuri. Succedettero giochi come Bomb Jack e la serie Tehkan World Cup. L'8 gennaio 1986 il nome fu ufficialmente modificato in Tecmo. La sede centrale si trovava a Kudankita, Tokyo, mentre la filiale nordamericana a Torrance, California.

### Koei
Koei Co., Ltd. (株式会社コーエー?, Kabushiki-gaisha Kōē), precedentemente Kōei (光栄?) fu fondata nel luglio 1978 da Yōichi Erikawa e Keiko Erikawa. Inizialmente l'azienda si occupava di vendita di personal computer e software commerciali. Il loro primo videogioco fu distribuito nel 1983, Nobunaga's Ambition, di tipo strategico e ambientato nell'era Sengoku. Grazie al successo del loro primo titolo, continuarono la produzione di videogiochi storici, come Sangokushi, ambientato nell'era dei Tre Regni, e Uncharted Waters nell'era delle esplorazioni geografiche.
Nel 1998 nacque una visione nordamericana, la Koei Corporation, in California, il cui primo scopo era la localizzazione e l'esportazione dei videogiochi prodotti dall'azienda madre in Giappone. In seguito, sotto il controllo del designer Stieg Hedlund, furono prodotti titolo come  Liberty or Death, Celtic Tales: Balor of the Evil Eyee Gemfire. Dopo che Hedlund lasciò la divisione nel 1995, essa ritornò alla localizzazione e al marketing per il mercato internazionale. Nel 2001 fu formata la filiale canadese Koei Canada, Inc, mentre l'europea Koei Limited nel 2003. Nel 2004 nacque anche una sussidiaria lituana.

### Unione
Il 20 agosto 2008 Tecmo annunciò le dimissioni del presidente Yoshimi Yasurda, succeduto da Yasuharu Kakihara. Otto giorni dopo, la Square Enix propose alla Tecmo l'acquisizione dell'azienda, dando fino al 4 settembre per accettare o respingere l'offerta. Kenji Matsubara, presidente della Koei, dopo essere venuto a conoscenza dell'offerta della Square Enix, convocò una riunione per il 1º settembre riguardo a una possibile fusione tra la sua azienda e la Tecmo. Il 4 settembre la Tecmo rifiutò ufficialmente l'offerta della Square Enix e nello stesso giorno annunciò il piano di unione con la Koei.
Il 1º aprile 2009 fu formata la compagnia holding, con diverse compagnie sussidiare dedicate alla creazione e sviluppo di software preesistenti in Tecmo e Koei. Kenji Matsubara della Koei divenne il nuovo dirigente dell'azienda, mentre Yasuharu Kikihara della Tecmo il presidente del consiglio amministrativo.
Nel 2009, la Koei Tecmo annunciò l'intenzione di modificare la struttura delle filiali al di sotto della holding: le filiali americane della Tecmo e della Koei, rispettivamente l'American Tecmo Inc. e l'American Koei Corporation, furono unite nella Tecmo Koei America Corporation; gli uffici internazionali della Koei in Canada, Europa, Corea e Taiwan modificarono il loro nome in Tecmo Koei; le filiali giapponesi della Tecmo e della Koei rimasero separate.
Nell'agosto 2009 fu aperta una nuova filiale in Vietnam, mentre l'anno successivo la sussidiaria in Singapore cambiò nome in Tecmo Koei Singapore. Nel 2011 l'azienda annunciò che gli uffici giapponesi della Tecmo e della Koei sarebbero stati uniti nella Tecmo Koei Games, anche se i nomi delle singoli compagnie mantenuti separati per identificare lo sviluppatore.
Il primo gioco pubblicato fu Ninja Gaiden Sigma 2 della Tecmo Koei Europe.

## Filiali

### Koei Tecmo Games
Nel 2010 le filiali giapponesi della Tecmo e della Koei sono state unite definitivamente creando la Koei Tecmo Games, anche se in modo promozionale e ufficioso le due società sono spesso citate per questioni di marca.

### Koei Tecmo Wave
Koei Tecmo Wave Co., Ltd. (コーエーテクモ ウェーブ?) è una filiale nata nel 1993 dalla Tecmo per la gestione di impianti ricreativi e parchi di divertimento.
Inizialmente chiamata Tecmo Software Products Co., Ltd. (テクモ ソフトプロダクツ?), modificò il proprio nome in Tecmo Eito (株式会社テクモエイト?) l'anno successivo e nuovamente in Tecmo Wave (テクモウェーブ?) nel 2004. Dopo la fusione con la Koei divenne Koei Tecmo Wave e iniziò anche la gestione di sale da pachinko.

### Gust
Gust Co. Ltd. (株式会社ガスト?, Kabushiki-gaisha Gasuto) è un'azienda di sviluppo e pubblicazione di videogiochi fondata nel 1993. Nel 2011 tutte le quote della società sono state acquistate dalla Koei Tecmo, e nel 2014 è diventata ne è diventata ufficialmente una filiale della Koei Tecmo Games con il nome Gust Nagano Development Group, con sede a Nagano. Le serie principali prodotte dalla Gust sono i videogiochi di ruolo Atelier e Ar tonelico.

### Ergosoft
Ergosoft Corp. (株式会社エルゴソフト?, Kabushiki-gaisha Erugosofuto) è un'azienda di sviluppo software fondata nel 1984 ed acquisita interamente dalla Koei nel 1993. È specializzata nella creazione di software per la videoscrittura, formattazione del testo e produttività personale.

### CWS Brains
CWS Brains Co., Ltd. (CWS Brains 株式会社?, CWS Brains kabushiki-gaisha) è una società di sviluppo software fondata nel 1989 e acquisita dalla Koei Tecmo nel 2004. È specializzata nello sviluppo e distribuzione di applicazioni ufficiali per cellulari di squadre calcistiche internazionali.

### Koei Tecmo Net
Koei Tecmo Net, precedentemente Koei Net, è una società che si occupa di distruzione e mediazione tra le varie filiali della holding.

### Divisioni internazionali
Oltre alla divisione giapponese Koei Tecmo Games, sono presenti degli ufficiali internazionali per la localizzazione, sviluppo e distribuzione dei videogiochi dell'azienda: Koei Tecmo America Corporation (precedentemente Tecmo Koei America) con sede in California, la divisione Europa Koei Tecmo Europe, Ltd. (precedentemente Tecmo Koei Europe). e Koei Tecmo Taiwan Co., Ltd. in Taiwan.